# Holmträsket (Stensele socken, Lappland, 725834-151154)
Holmträsket är en sjö i Storumans kommun i Lappland och ingår i Umeälvens huvudavrinningsområde. Sjön har en area på 3,71 kvadratkilometer och ligger 385 meter över havet. Sjön avvattnas av vattendraget Holmträskbäcken (Fjällbäcken).

## Delavrinningsområde
Holmträsket ingår i det delavrinningsområde (725843-150904) som SMHI kallar för Utloppet av Holmträsket. Medelhöjden är 410 meter över havet och ytan är 13,72 kvadratkilometer. Räknas de 9 avrinningsområdena uppströms in blir den ackumulerade arean 85,36 kvadratkilometer. Holmträskbäcken (Fjällbäcken) som avvattnar avrinningsområdet har biflödesordning 2, vilket innebär att vattnet flödar genom totalt 2 vattendrag innan det når havet efter 322 kilometer. Avrinningsområdet består mestadels av skog (58 procent) och sankmarker (10 procent). Avrinningsområdet har 3,67 kvadratkilometer vattenytor vilket ger det en sjöprocent på 26,7 procent.